# Cylindromyrmex brasiliensis
Cylindromyrmex brasiliensis é uma espécie de inseto do gênero Cylindromyrmex, pertencente à família Formicidae.